# Australian Open 2007
L'Australian Open 2007 è stata la 95ª edizione dell'Australian Open e prima prova stagionale dello Slam per il 2007. Si è disputato dal 15 al 28 gennaio 2007 sui campi in cemento del Melbourne Park.

## Partecipanti uomini

### Teste di serie
| Nazionalità | Giocatore           | Ranking | Testa di serie |
| ----------- | ------------------- | ------- | -------------- |
| Svizzera    | Roger Federer       | 1       | 1              |
| Spagna      | Rafael Nadal        | 2       | 2              |
| Russia      | Nikolaj Davydenko   | 3       | 3              |
| Croazia     | Ivan Ljubičić       | 4       | 4              |
| Stati Uniti | James Blake         | 5       | 5              |
| Stati Uniti | Andy Roddick        | 6       | 6              |
| Spagna      | Tommy Robredo       | 7       | 7              |
| Argentina   | David Nalbandian    | 8       | 8              |
| Croazia     | Mario Ančić         | 9       | 9              |
| Cile        | Fernando González   | 10      | 10             |
| Cipro       | Marcos Baghdatis    | 11      | 11             |
| Germania    | Tommy Haas          | 12      | 12             |
| Rep. Ceca   | Tomáš Berdych       | 13      | 13             |
| Serbia      | Novak Đoković       | 14      | 14             |
| Regno Unito | Andy Murray         | 15      | 15             |
| Spagna      | David Ferrer        | 16      | 16             |
| Finlandia   | Jarkko Nieminen     | 17      | 17             |
| Francia     | Richard Gasquet     | 18      | 18             |
| Australia   | Lleyton Hewitt      | 19      | 19             |
| Rep. Ceca   | Radek Štěpánek      | 20      | 20             |
| Russia      | Dmitrij Tursunov    | 21      | 21             |
| Slovacchia  | Dominik Hrbatý      | 22      | 22             |
| Svezia      | Robin Söderling     | 23      | 23             |
| Spagna      | Juan Carlos Ferrero | 24      | 24             |
| Russia      | Michail Južnyj      | 25      | 25             |
| Russia      | Marat Safin         | 26      | 26             |
| Argentina   | José Acasuso        | 27      | 27             |
| Francia     | Sébastien Grosjean  | 28      | 28             |
| Belgio      | Xavier Malisse      | 29      | 29             |
| Argentina   | Agustín Calleri     | 30      | 30             |
| Svizzera    | Stan Wawrinka       | 31      | 31             |
| Spagna      | Nicolás Almagro     | 32      | 32             |

### Altri partecipanti
I seguenti giocatori hanno ricevuto una wildcard per il tabellone principale:
- Sam Querrey
- Wayne Arthurs
- Robert Smeets
- Gō Soeda
- Alun Jones
- Jo Wilfried Tsonga
- Chris Guccione
- Peter Luczak

I seguenti giocatori sono passati dalle qualificazioni:

- Zack Fleishman
- Dudi Sela
- Ilija Bozoljac
- Alex Kuznetsov
- Miša Zverev
- Paul Capdeville
- Brian Wilson
- Tejmuraz Gabašvili
- Marco Chiudinelli
- Alan Mackin
- Bobby Reynolds
- Marin Čilić
- Lukáš Lacko
- Alexander Waske
- Michael Berrer
- Michael Russell
- Sam Querrey (lucky loser)
- Wayne Arthurs (lucky loser)
- Robert Smeets (lucky loser)

## Risultati

### Singolare maschile
Roger Federer ha battuto in finale  Fernando González con il punteggio di 7–6(2), 6–4, 6–4

### Singolare femminile
Serena Williams ha battuto in finale  Marija Šarapova con il punteggio di 6–1, 6–2

### Doppio maschile
Bob Bryan /  Mike Bryan hanno battuto in finale  Jonas Björkman /  Maks Mirny con il punteggio di 7–5, 7–5

### Doppio femminile
Cara Black /  Liezel Huber hanno battuto in finale  Chan Yung-jan /  Chuang Chia-jung con il punteggio di 6–4, 6(4)–7, 6–1

### Doppio misto
Daniel Nestor /  Elena Lichovceva hanno battuto in finale  Maks Mirny /  Viktoryja Azaranka con il punteggio di 6–4, 6–4

## Junior

### Singolare ragazzi
Brydan Klein ha battuto in finale  Jonathan Eysseric con il punteggio di 6–2, 4–6, 6–1

### Singolare ragazze
Anastasija Pavljučenkova ha battuto in finale  Madison Brengle con il punteggio di 7–6(6), 7–6(3)

### Doppio ragazzi
Graeme Dyce /  Harri Heliövaara hanno battuto in finale  Stephen Donald /  Rupesh Roy con il punteggio di 6–2, 6(4)–7, 6–3

### Doppio ragazze
Evgenija Rodina /  Arina Rodionova hanno battuto in finale  Julia Cohen /  Urszula Radwańska con il punteggio di 2–6, 6–3, 6–1

## Carrozzina

### Singolare maschile in carrozzina
Shingo Kunieda ha battuto in finale  Michael Jeremiasz con il punteggio di 6–3, 3–6, 6–4

### Singolare femminile in carrozzina
Esther Vergeer ha battuto in finale  Florence Gravellier con il punteggio di 6–1, 6–0

### Doppio maschile in carrozzina
Robin Ammerlaan /  Shingo Kunieda hanno battuto in finale  Maikel Scheffers/  Ronald Vink con il punteggio di 6–2, 6–0

### Doppio femminile in carrozzina
Jiske Griffioen /  Esther Vergeer hanno battuto in finale  Florence Gravellier/  Korie Homan con il punteggio di 6–0, 3–6, [10–6]